# Oznaki etiologiczne

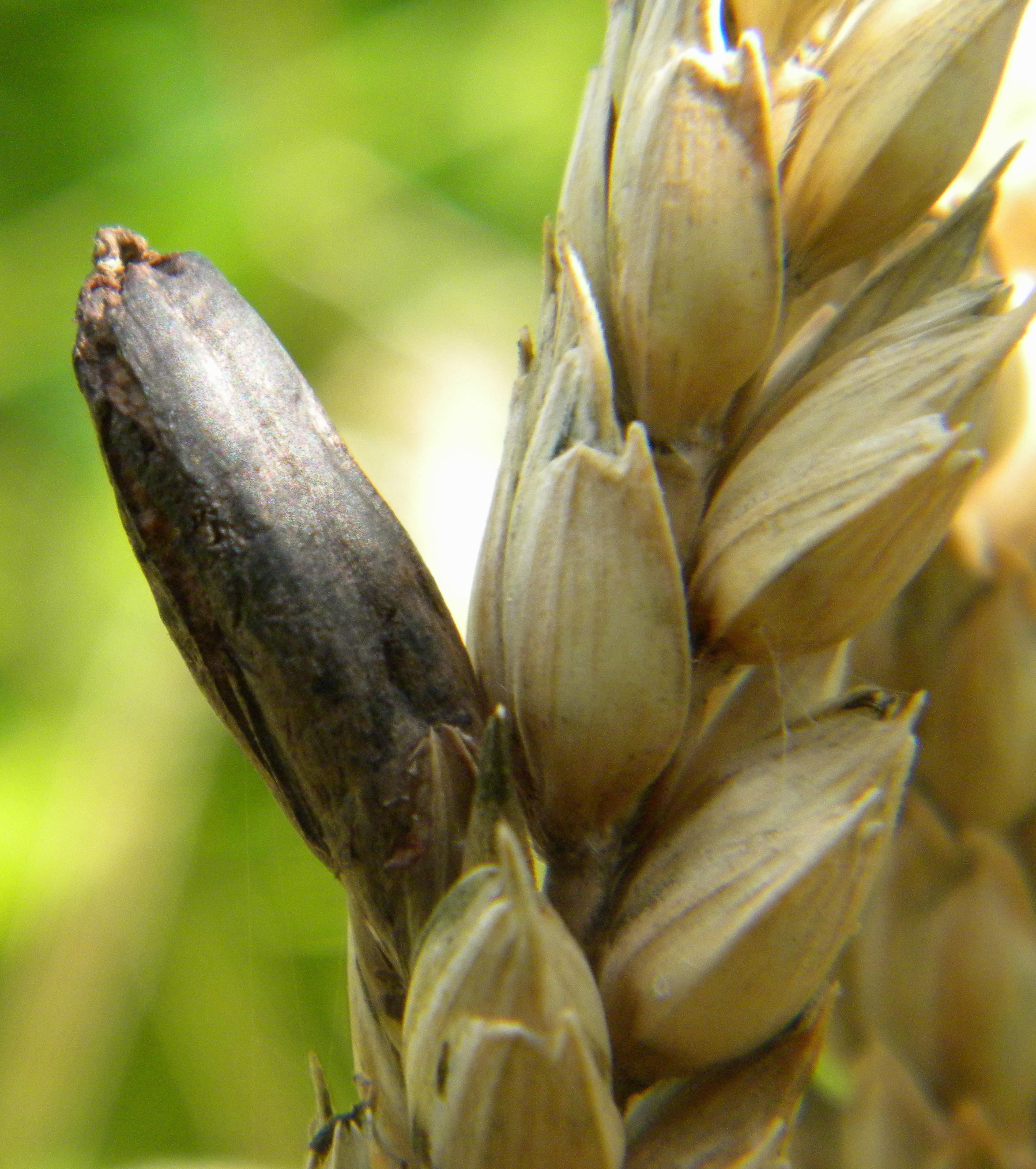
Sporysz – przetrwalnik buławinki czerwonej

Oznaki etiologiczne – różnego rodzaju zmiany występujące na organizmach roślin po zaatakowaniu ich przez patogeny. Powstają w przypadku chorób powodowanych przez bakterie, chromisty oraz grzyby. Nie występują w przypadku chorób spowodowanych przez wirusy, wiroidy i fitoplazmy. 
Bardzo często objawy etiologiczne powodują grzyby. Są to skupiska zarodników, owocniki i przetrwalniki grzyba. Bakterie powodują powstawanie wycieków z komórkami patogena. Na przykład Erwinia amylovora, wywołująca zarazę ogniową, powoduje żółtawe wycieki na pędach jabłoni, a Pseudomonas syringae, wywołujący bakteryjną kanciastą plamistość ogórka, powoduje wycieki na liściach ogórka.
Oznaki etiologiczne są bardzo ważną cechą diagnostyczną przy identyfikacji patogena. Są charakterystyczne dla poszczególnych gatunków lub ich grup. Na przykład mączyste, białe naloty na powierzchni roślin świadczą o obecności mączniaków (Erysiphe), brunatnoczarne i pylące skupiska zarodników o obecności głowni (Ustilago).